# Павленко, Иосиф Дмитриевич
Иосиф Дмитриевич Павленко (1922—1972) — старшина Рабоче-крестьянской Красной Армии, участник Великой Отечественной войны, Герой Советского Союза (1944).

## Биография
Иосиф Павленко родился 8 марта 1922 года в селе Кишин (ныне — Олевский район Житомирской области Украины). После окончания семи классов школы работал комбайнёром. В 1942 году Павленко был призван на службу в Рабоче-крестьянскую Красную Армию. С августа того же года — на фронтах Великой Отечественной войны. В боях два раза был ранен.
К сентябрю 1943 года гвардии старший сержант Иосиф Павленко был снайпером 32-го гвардейского стрелкового полка 12-й гвардейской стрелковой дивизии 61-й армии Центрального фронта. Отличился во время битвы за Днепр. В ночь с 28 на 29 сентября 1943 года Павленко в составе передовой группы переправился через Днепр в районе села Любеч Черниговской области Украинской ССР и принял активное участие в боях за захват и удержание плацдарма на его западном берегу. За два дня боёв он лично уничтожил более 20 солдат и офицеров противника. На третий день Павленко в критический момент боя принял участие в рукопашной схватке, уничтожив ещё 3 вражеских солдат. Затем, заняв снайперскую позицию, он активно участвовал в отражении семи немецких контратак. Когда его позиция была обнаружены, Павленко принял бой, уничтожив атаковавших его вражеских солдат, но и сам получил тяжёлое ранение. Всего же за время боёв на плацдарме он уничтожил 54 солдата и офицера противника.
Указом Президиума Верховного Совета СССР «О присвоении звания Героя Советского Союза генералам, офицерскому, сержантскому и рядовому составу Красной Армии» от 15 января 1944 года за «образцовое выполнение боевых заданий командования по форсированию реки Днепр и проявленные при этом мужество и героизм» гвардии старший сержант Иосиф Павленко был удостоен высокого звания Героя Советского Союза с вручением ордена Ленина и медали «Золотая Звезда» за номером 3678.
После окончания войны в звании старшины Павленко был демобилизован. Проживал и работал в Олевске. Умер 14 июля 1972 года, похоронен в Олевске.
Был также награждён рядом медалей.
В честь Павленко названа улица и установлен обелиск в Олевске.